# 16 Cygni Bb
16 Cygni Bb è un pianeta extrasolare in orbita attorno alla stella 16 Cygni B. La stella è una nana gialla simile al Sole ed è uno dei tre membri del sistema stellare 16 Cygni che comprende anche un'altra nana gialla e una nana rossa.
Il pianeta ha un periodo di rivoluzione di 799 giorni ed è stato il primo Giove eccentrico a essere scoperto.

## Scoperta
La scoperta di un corpo celeste di massa planetaria attorno a 16 Cygni B è stata annunciata nel 1996. 
16 Cygni Bb ha una massa di almeno 1,68 masse gioviane e, al tempo della scoperta, aveva l'orbita più eccentrica allora conosciuta in un pianeta extrasolare.
La scoperta è stata fatta con il metodo della velocità radiale e, come per tutti i pianeti scoperti con questo metodo, è noto solo il limite inferiore della possibile massa.

## Orbita e massa

L'orbita di 16 Cygni Bb confrontata a quella dei pianeti del sistema solare (in blu)

A differenza dei pianeti nel nostro sistema solare, l'orbita di 16 Cygni Bb è molto ellittica e la sua distanza dalla stella varia da 0,54 UA al periastro a 2,8 UA all'apoastro. Questa alta eccentricità potrebbe essere causata da interazioni mareali nel sistema stellare, e l'orbita del pianeta potrebbe passare in modo caotico da basse a elevate eccentricità in un periodo di 10 milioni di anni.
Il limite inferiore stimato per la massa del pianeta è molto al di sotto del limite che divide le nane brune dai pianeti, tale limite è posto a 13 masse gioviane.
Tuttavia, misurazioni astrometriche preliminari, suggerirebbero che l'orbita di 16 Cygni Bb potrebbe essere molto inclinata rispetto alla nostra linea visiva (di circa 173°). Questo potrebbe significare che la massa del pianeta potrebbe essere all'incirca 14 volte quella di Giove, facendone una nana bruna di piccola massa.

## Caratteristiche
Siccome il pianeta è stato rilevato solo indirettamente tramite misurazioni della sua stella, le sue caratteristiche fisiche quali raggio, composizione e temperatura sono sconosciute.
L'alta eccentricità dell'orbita significa che il pianeta è sottoposto a cicli stagionali estremi. Nonostante questo le simulazioni suggeriscono che un'eventuale luna delle dimensioni della Terra potrebbe riuscire a mantenere acqua liquida sulla sua superficie nel corso del proprio anno.